# Щепкинське сільське поселення
Щепкинське сільське поселення — муніципальне утворення в Аксайському районі Ростовської області Росія.
Адміністративний центр поселення — селище Октябрський.
Населення — 7090 осіб (2010 рік).

## Географія
Селище Октябрське розташовано за 30 км від міста Ростова-на-Дону й сполучений із ним асфальтованою дорогою. Селище розташовано на Приазовській рівнині, займає вузьку смугу між Донецьким кряжем на півночі й Азовським морем та пониззям Дону на півдні. Рельєф території селища є вододілои між річками Дон й Тузлова. Поверхня землекористування селища є широкохвилястою степовою рівниною, розчленовану численними балками.
2008 року було створено 3 нові населені пункти: селище Верхньотемерницький, селище Темерницький, хутір Нижньотемерницький.
До 1928 року на території селища Октябрський була цілина. За 5 км на захід розташовувався хутір Щепкін, за 3 км — Красний хутір. 1928 року у селищі Октябрський була організована комуна «Червоний партизан». Шефом комуни був Климент Ворошилов. У 1930-х роках до складу переселенців влилося поповнення з Сальських степів й Північного Кавказу. В селі було побудовано дерев'яний двоповерховий будинок, дитячі ясла, початкову школу. Діти вчилися в селі Великий Лог. У 1933 році була зведена лазня, але її використовували під житло.
У 1930 році в селі з'явився перший трактор, а у жнива 1933 року сюди прислали комбайн з МТС.
На хуторі Юдино в колишньому панському будинку був комунарський будинок відпочинку. Коли в хуторі Ворошилова організували ясла-сад, то все необхідне привезли з будинку відпочинку, що було вирішено закрити. Кожна сім'я для особистого підсобного господарства від комуни отримала теля, кілька овець, поросят і птицю. У 1938 році в колгоспі з'явилося електрика, радіо, стали демонструвати кінофільми. У 1940 році в колгоспі була організована жіноча тракторна бригада.
Хутір двічі було окуповано німцями: у листопаді 1941 року та у липні 1942 років. Перша окупація тривала недовго. У 20-х числах листопада хутір Ворошилов було звільнений.
Улітку 1942 року жінок хутора залучили до робіт з будівництва оборонних укріплень, — уздовж правого берега Тузлової річки рили окопи й протитанковий рів, простягали мінні поля, будували доти й дзоти. З боку Таганрога налітали німецькі літаки, бомбили й обстрілювали з кулеметів. На хутір було скинуто 240 німецьких бомб. Літаки розбомбили молочнотоварні ферми, стайню, кладовище. Бомби скидалися з висоти сто п'ятдесят метрів, прицільно. 26 мешканців хутора Ворошилова було закатовано за час 2-ї окупації. Їх імена разом з іншими односельцями-фронтовиками вибиті на мармурових плитах пам'ятника, встановленого в парку селища.
Для розмінування залишилися від німців боєприпасів в хуторі були організовані курси сапером. Шістнадцятирічні підлітки становили основний склад пошуково-підривних груп.
У 1953 році в хуторі було розвинено парк. З 1954 року у Ростовській області розпочалося освоєння цілини. З 1 березня 1962 року на базі колгоспу було створено радгосп імені Карла Маркса. У 1970 році радгосп об'єднали з Новочеркаським сільськогосподарським технікумом з метою підготовки фахівців сільського господарства. Поля і ферми радгоспу-технікуму «Октябрський» стали аудиторіями та лабораторіями. 26 травня 1978 року з радгоспу було виділено радгосп «Щепкінський». Він пізніше перетворився на селище Щепкін й адміністративно увійшов до Октябрської сільської ради (тепер Щепкінське сільське поселення).

## Господарство
На території Щепкинського сільського поселення працює 3 великих сільськогосподарських підприємства: СГВК «Зоря», ТОВ «Октябрське» й ТОВ «Аграрне».

## Адміністративний устрій
До складу Щепкинського сільського поселення входять:
- селище Октябрський — 2345 осіб (2010 рік);
- селище Верхньотемерницький — 700 осіб (2010 рік);
- селище Возрождений — 379 осіб (2010 рік);
- селище Елітний — 312 осіб (2010 рік);
- селище Красний — 703 особи (2010 рік);
- селище Огородний — 22 особи (2010 рік);
- селище Темерницький — 1027 осіб (2010 рік);
- селище Щепкин — 1361 особа (2010 рік);
- хутір Забуденовський — 32 особи (2010 рік);
- хутір Нижньотемерницький — 209 осіб (2010 рік).